# Union des artistes modernes
L'Union des artistes modernes (UAM) è stato un movimento di artisti e decoratori fondato in Francia nel 1928 da Robert Mallet-Stevens e attivo fino al 1958.
Il movimento, che confluì nel movimento moderno internazionale, si proponeva di superare il decorativismo dell'Art Nouveau proponendo un'architettura di pure forme e linee, funzionale e priva di decorazioni in quanto tali. Grande attenzione fu riservata alle nuove tecniche e ai nuovi materiali (come il cemento armato). 

## Membri
- A: Rose Adler (1892-1969), Charlotte Alix,
- B: Pierre Barbe, Louis Barillet, Georges Bastard, Francis Bernard, André Bloc (1896-1966), Jean Burkhalter,
- C: Jean Carlu (1900-1997), Cassandre (1901-1968), Philippe Charbonneaux (1917-1998), Pierre Chareau (1883-1950), Paul Colin (1892-1985), Étienne Cournault (1891-1948), Joseph Csaky (1888),
- D: Jean Dourgnon,
- G: Marcel Gascoin, Adrienne Gorska, Pierre Guariche (1926-1995),  Gabriel Guevrekian,
- H: Hélène Henry, René Herbst (1891-1982), Lucie Holt-Le-Son,
- J: Charles-Edouard Jeanneret (Le Corbusier) (1887-1965), Pierre Jeanneret (1896-1967), Francis Jourdain (1876-1958), Frantz-Philippe Jourdain,
- L: Robert Lallemant, Jean Lambert-Rucki, Jacques Le Chevallier (1896-1987), Robert Le Ricolais (1894-1977), Claude Lemeunier, Charles Loupot (1892–1962), André Lurçat,
- M: Robert Mallet-Stevens (1886-1945), Jan Martel, Joel Martel, Mathieu Matégot (1910-2001), Gustave Miklos (1888), Charles Moreux,
- P: Charles Peignot, Charlotte Perriand (1903-1999), Georges-Henri Pingusson (1894-1978), Claude Prouvé (1929), Jean Prouvé (1901-1984), Jean Puiforcat (1897-1945),
- R: Carlo Rim (1905-1989),
- S: André Salmon, Gérard Sandoz (1914-1988), Louis Sognot (1892-1969),
- T: Roger Tallon (1929), Raymond Templier,
- V: Maximilien Vox.